# Лупеску, Йоан
1. ↑   Количество игр и голов за профессиональный клуб считается только для различных лиг национальных чемпионатов.
2. ↑   Количество игр и голов за национальную сборную в официальных матчах.

 Медиафайлы на Викискладе
Йоан Ангелу Лупеску (или Йонуц Лупеску, рум. Ioan Angelo Lupescu; род. 9 декабря 1968, Бухарест, Румыния) — румынский футболист, полузащитник. Известен как игрок «Динамо» (Бухарест) и немецких клубов «Байер 04» и «Боруссия» Мёнхегладбах, а также сборной Румынии.

## Клубная карьера
Лупеску, сын футболиста Никулаэ Лупеску, начал свою карьеру в 1979 году в молодёжной команде «Меканика» в Бухаресте. В 1982 году он перешёл в «Динамо» (Бухарест) и дебютировал в возрасте 17 лет в румынской Дивизии А 21 сентября 1986 года в победном матче с «Бакэу» (4:1). После победы в румынском чемпионате и Кубке в сезоне 1989/90 и достижения полуфинала Кубка УЕФА Лупеску переехал в Германию, в «Байер 04», с которым он выиграл Кубок Германии по футболу в 1993 году и достиг полуфинала Кубка УЕФА в сезоне 1994/95. После пяти сезонов в Леверкузене Лупеску подписал двухлетний контракт с мёнхенгладбахской «Боруссией». В 1998 году он вернулся в «Динамо» Бухарест и выиграл ещё один чемпионат Румынии в 2000 году. После краткого пребывания в «Бурсаспоре» в начале сезона 2000/01, Лупеску снова вернулся в «Динамо». 29 октября 2001 года он заключил краткосрочный контракт с саудовским клубом «Аль-Хиляль» на пять месяцев, но не смог адаптироваться из-за непривычного климата. В том же году он вернулся в четвёртый раз в «Динамо», где завершил карьеру.

## Карьера в сборной
Лупеску сыграл 74 матча за сборную Румынии и забил в них шесть мячей. Он дебютировал 3 февраля 1988 года в победной игре с Израилем (2:0). Он принимал участие в чемпионате мира-1990 в Италии и чемпионате мира-1994 в США, а также в Евро-1996 в Англии и Евро-2000 в Бельгии и Нидерландах.

## Тренерская карьера
В 2003 году Лупеску приобрел тренерскую лицензию, окончив обучение в спортивном университете Кельна. Закончив карьеру игрока, он в течение короткого периода тренировал клуб «Бакэу», а до 2004 года — «Брашов», но был уволен из-за неудовлетворительных результатов. После этого он стал вице-президентом главы Федерации футбола Румынии. С начала 2008 года Лупеску стал членом технического комитета ФИФА.

## Достижения
Динамо (Бухарест)
- Чемпион Румынии: 1989/1990, 1999/2000, 2001/2002
- Обладатель Кубка Румынии: 1989/1990, 1999/2000, 2001/2002

 Байер-04
- Обладатель Кубка Германии: 1992/1993

Личные
- Почётный гражданин Бухареста: 1994[4]
- Орден «За спортивные заслуги» III степени I типа: 2008[5]